# Creu del Cabrer
La Creu del Cabrer, també anomenada el Santcrist dels Rasos, és una creu de terme de Castellar del Riu (Berguedà) situada al coll del Sant Crist, al bell mig de la placeta de l'aparcament de l'estació d'esquí Rasos de Peguera, al límit amb el terme de Montmajor.

## Descripció
Es tracta d'una gran creu de ferro amb un Sant Crist crucificat fet de metall fos emmotllat i posteriorment polit. La creu està situada sobre una gran base més o menys de planta circular feta amb grans blocs de pedra.

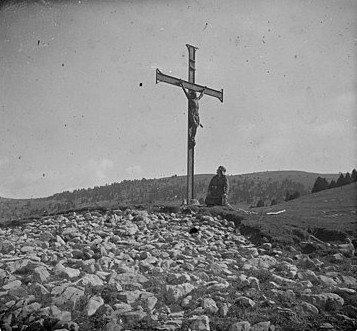
La creu el 1919

## Història
La llegenda popular sobre l'origen de la creu dels Rasos mostra diferents versions o variants, totes elles però tenen un fil argumental similar. Una versió ens explica que cap a finals del segle XIX, estant un pastor a la zona dels Rasos de Peguera va trobar-se amb un torb de neu, va prometre que "si arribo a terme del camí, col·locaré un Sant Crist". Una altra versió ens diu que "aquell primer Santcrist es va col·locar gràcies a una promesa de dos berguedans; s'explica que dos homes de Berga els va atrapar una tempesta als Rasos, es van refugiar sota un pi, però s'adonaren que encara era pitjor, i en veure que les seves vides perillaven van prometre que si sortien d'aquella farien construir un Santcrist alçat a una creu. I així ho van fer." Segons ens explica Albert Sanjuan, en un document de l'any 1925 que era guardat a la rectoria de Castellar feia referència al "Santo Cristo de los Pastores", que es referiria a la mateixa Creu del Cabrer ja que és denominada d'ambdues maneres. Sembla que la primera creu que hi havia al lloc era diferent de l'actual, ja que durant la Guerra Civil va desaparèixer el Santcrist però la creu restà al lloc. Després de la guerra el Centre Excursionista de Berga va encarregar a la Fundició Isern de Berga la realització d'un nou Santcrist. Es va construir un Santcrist de fosa que fou reposat a la creu l'any 1953. En motiu de la col·locació del Santcrist es va fer una trobada i una cerimònia a l'indret.